# 紺野比奈子
紺野 比奈子（こんの ひなこ、生年非公表（1月10日生） - 2015年8月18日）は、日本の漫画家・イラストレーター、同人歌手、作詞家。旧・ペンネームは「ひな。」。双葉社の『コミックハイ!』にて2010年4月号より紺野比奈子とペンネームを変更し、『図書委員長の品格』を連載開始した。夫は同人音楽を中心に活動する音楽サークルlove solfegeの作曲担当オーギュスト棒として知られる作曲家の松本慎一郎。別名は鮎（歌手）、ナイスクリーニング吉沢（作詞）。
2015年8月18日に急性心臓疾患のため死去した。

## 漫画家

### ひな。名義
- 『ぎょ!っとパラダイス』（ラポート）全2巻  - 復刻版として茜新社より全2巻
- 『3丁目の回覧板』（蒼竜社）全1巻
- 『1ねん3くみ桃ちゃん先生。』（角川書店）全1巻
- 『デ・ジ・キャラット劇場 ぴよこにおまかせっ!』（メディアワークス）全2巻
  - 『デ・ジ・キャラット ぴよぴよぴよこちゃん』（ジャイブ）1巻
- 『ちまちまぱぺっと』（角川書店）全1巻
- 『魔法の女の子ちゃ〜み〜チャコちゃん』（学研）全2巻
- 『野に咲く薔薇のように』（双葉社）全2巻

### 紺野比奈子名義
- 『図書委員長の品格』（コミックハイ!（双葉社））全3巻
- 『妹のジンテーゼ』（原作：十全文博、グランドジャンプ（集英社））全3巻

## 歌手・作詞家

### 作詞提供
主に音楽制作集団「love solfege」関連の楽曲に歌詞を提供していた。
- 真理絵
  - 「line of derivation」（2013年）
  - 「まどろみの蕾」（2015年）
- 綾野えいり
  - 「some song i forgot」（2015年）
  - 「l'entracte」（2015年）
  - 「moi-même」（2015年）
- Jenya
  - 「with all of my heart」（2015年）

## その他

### 出演
- デジ絵の文法

### イラスト
- アクエリアンエイジ
- ハヤテのごとく!トレーディングカード